# Neotanygastrella ornata
Neotanygastrella ornata är en tvåvingeart som beskrevs av Wheeler 1957. Neotanygastrella ornata ingår i släktet Neotanygastrella och familjen daggflugor.
Artens utbredningsområde är Venezuela. Inga underarter finns listade i Catalogue of Life.